# Nagysziklás
Nagysziklás (1899-ig Misén, szlovákul Omšenie, korábban Mšenné) község Szlovákiában, a Trencséni kerületben, a Trencséni járásban.

## Fekvése
Trencséntől 16 km-re keletre fekszik, 5 km-re Trencsénteplictől.

## Története
Az első bizonyítékok az emberi jelenlétről a község területén az újabb bronzkorből és a késő vaskorból származnak.
A község első írásos említése 1332-ből való. A település neve fokozatosan fejlődött ki: Misen, Missyn, Mysun, Mysen, Mssen, Missen, Mischin, Massenné, Mšenné, Omšené és végül Omšenenie.
A 18. század végén Vályi András így ír róla: „MISÉN. Tót falu Trentsén Várm. lakosai katolikusok, fekszik hegyek között, Trencsénhez 1 1/2 órányira, határja középszerű, mint vagyonyai.”
Fényes Elek 1851-ben kiadott geográfiai szótárában így ír a faluról: „Missen, tót falu, Trencsén vmegyében, Tepliczhez 1/2 óra, egy szép völgyben: 917 kath., 8 zsidó lak., Van kastélya, kath. paroch. temploma. Határa hegyes, erdős lévén, inkáb barom-nevelésre alkalmatos. F. u. Bossányi csal. Ut. p. Trencsén.”
1860 körül a községben zsidók telepedtek le. Az első közülük Haas Lipót volt, akinek 5 gyermeke közül csupán egy maradt Nagyszikláson. Haas mellett még 3 zsidó család élt itt, de a községbeliek kirabolták őket, így végül egy zsidó sem maradt a községben. Nagyszikláson 1879 és 1910 között öt tűzvész volt. A Teplicska (Teplička) patak is többször kiöntött a faluban. 1883-ban a víz elöntötte az iskolát is. 1910-től 1912-ig építették a községi vízvezetéket. A nagysziklási források táplálták Trencsénteplict is. A trianoni békéig Trencsén vármegye Illavai járásához tartozott.
Árvizek voltak 1925-ben, 1957-ben, 1960-ban, 1987-ben. 1997-ben a heves esőzések miatt szintén árvízveszély volt, amely azonban nem bizonyult valósnak.
A második világháború után a falubeliek támogatták Ján Žižka partizánalakulatát. 1951-től a községből rendszeres autóbuszjáratot indítottak. A község villamosítása 1956. november 19-én kezdődött és 1957. május 11-én fejeződött be. 1959-ben megnyitották az új általános iskolát. 1960-ban 39 telefon volt a községben, később hozták létre az automata telefonközpontot a kultúrházban. Az új óvoda épületét 1972-1973 között építették. 1973. február 5-én adták át. 1995-ben adták át a halottasházat. A községben ma sportpálya, Homôlka pékség, üzletház, posta és községi hivatal található.

## Népessége
| Év:            | 1994. | 2004.   | 2014.   | 2024.   |
| -------------- | ----- | ------- | ------- | ------- |
| Emberek száma: | 1928  | 1957    | 1996    | 1816    |
| Eltérés:       |       | +1,50 % | +1,99 % | -9,01 % |

| Év:            | 2023. | 2024.   |
| -------------- | ----- | ------- |
| Emberek száma: | 1836  | 1816    |
| Eltérés:       |       | -1,08 % |

1880-ban 989 lakosából 931 szlovák, 34 német és 3 egyéb anyanyelvű, illetve 21 csecsemő volt. Ebből 957 római katolikus, 31 zsidó és 1 evangélikus vallású.
1910-ben 1417 lakosából 1389 szlovák, 17 magyar, 4 német és 7 egyéb anyanyelvű volt.
1991-ben 1921 lakosa volt.
2001-ben 1958 lakosából 1938 szlovák volt.
2011-ben 1969 lakosából 1855 szlovák, 7 cseh, 2-2 lengyel és horvát, 1 német, 3 egyéb és 99 ismeretlen nemzetiségű volt.

## Egyházközség
Az egyházközség alapításának ideje ismeretlen. Egy 1766-os vizitációból derül ki, hogy 1704-ben a Rákóczi szabadságharc alatt a helyi kántort, Szolcsányi Andrást funkciójából elmozdították. Az ő helyét Maturínyi Miklós trencséni kántor foglalta el. Így az egyházközség biztosan létezett. 1710-ben a templomot visszakapták a katolikusok. 1765-ben a község közepén plébániát építettek, amely mai napig fennmaradt, bár többször átalakították. A templomot 1984-1986 között teljesen restaurálták, majd 1997-ben újabb részleges javításokat hajtottak végre. A nagysziklási templom Mária születésének van szentelve.
Ma a település lakóinak jelentős része római katolikus vallású. Nagyszikláson két kápolna található. Az egyik barokk stílusú, mely a trencsénteplici út jobb oldalán áll. A kápolnát 1794-ben építették.

## Kultúra

### Újság
A községi újság 1960-1984 között jelent meg Iskry spod Žihlavníka néven. 1986-ban megpróbálták felújítani a kiadást, de csak egy szám erejéig sikerült. 1995 óta a község hivatalos lapot ad ki Omšenské noviny címmel, melyek negyedévente kerülnek kiadásra.

### Kultúrház
A kultúrházat egyházi telken építették 1938-ban és a római katolikus egyház tulajdonában volt. Jelenleg a kulturális és társadalmi eseményeket is a kultúrházban rendezik meg, azonban technikai állapota nem megfelelő.

### Könyvtár
A községi könyvtárat 1921-ben alapították a trencséni levéltár jegyzőkönyvei szerint, amikor a község a Matica slovenská tagja lett. 1954-ben a könyvtárat 78 olvasó látogatta, 1956-ban már 120. Jelenleg a könyvtár teljes állománya 9120 könyv. 420 beiratkozott olvasója van és 7 újságot illetve folyóiratot járat.

### Népi építészet
A község eredeti épületei fából készültek. A házaknak két, utcára néző ablakuk volt. A nagysziklási házak nem voltak festve, sem egyéb ornamentikával ellátva. Díszítőelemük a „grnyca” (grnica) volt, mely az ablakok körüli díszített, kitüremkedő ablakkeret. Későbbi időkben kezdtek el kéménnyel ellátott házakat építeni.

## A község jelképei
A község címere, pecsétje és zászlója alkotják a község jelképeit. A címerben látható bárány jelöli, hogy a lakosok a múltban szarvasmarha és bárány tartással foglalkoztak.

## Védett természeti értékek
Nagysziklási Baba
1967. április 25-én jelölték ki védett területnek. Geomorfológia szerint a Sztrázsói-hegyek egy része. Nagysziklás község felett található. Geológiai szempontból rétegezett mészkő és dolomitképződményről van szó. Növényzetében átmeneti övek fordulnak elő, a melegkedvelő növényzet és a hegyi növényzet is előfordul itt. Az előfordulások déli határát Szlovákiában itt éri el a cifra kankalin (Primula auricula L.), az Ammi trifoliatum és a Scabiosa lucida. A faállományban főképp a bükk (Fagus), kocsánytalan tölgy (Quercus petraea), molyhos tölgy (Quercus pubescens), ezüstlombú bokros erdeifenyő (Pinus sylvestris Watereri), kislevelű hárs (Tilia cordata), hegyi juhar (Acer pseudoplatanus) és lisztes berkenye (Sorbus aria) fordulnak elő a leggyakrabban. A fák magassága a hegytető felé közeledve egyre inkább csökken. Az állatvilág legérdekesebb élőlényei: a Muscardius avellaria, a barna medve (Ursus arctos), a fali gyík (Lacerta muralis) és a rézsikló (Coronella austriaca).
A Havránok-patak völgye
1984. augusztus 21-én jelölték ki védett természeti képződménynek. A Nagyrétek melletti Baska alatt ered, a Trencséni és Nagytapolcsányi járás határán. A Mahnács patak fő forrása. A patak alsó folyásánál széles karszt völgyön folyik keresztül. Partján több érdekes növény is nő, mint a mézgás éger (Alnus glutinosa), kutyabenge (Frangula alnus), közönséges gyertyán (Carpinus betulus), mezei juhar (Acer campestre). Élővilágában gyakoriak a hártyásszárnyúak (Hymenoptera) és a bogarak (Coleoptera).
A Lánce védett terület
1987. február 26-án a trencséni járási hivatal kihirdette a Lánce természeti képződmény védettségét. A Baskától északra helyezkedik el. Geológiai szempontból egy mészkő tufáról van szó, mely egy hatalmas vízgyűjtő alatt fekszik. Nagyon színes növényvilág alakult itt ki, sok értékes fajjal. Az itt található növények közül említést érdemel az illatos bibircsvirág (Gymnadenia odoratissima), szúnyoglábú bibircsvirág (Gymnadenia conopsea), vitéz kosbor (Orchis militaris), ágas homokliliom (Anthericum ramosum L.), nyugati kékperje (Molinia caerulea), havasi pereszlény (Calamintha alpina). A hüllők közül előfordul itt a fali gyík (Lacerta muralis), a kétéltűek közül a zöld levelibéka (Hyla arborea) és a gyepi béka (Rana temporaria).

## Műemlékek
- A községben található az 1800-ban épített Szűz Mária születése római katolikus templom.
- Krmann Dániel születésének 300. évfordulójára 1963-ban Nagyszikláson az általános iskola bejáratánál emléktáblát helyeztek el.

## Híres személyek
- Itt született 1663. augusztus 28-án Krmann Dániel evangélikus püspök, szuperintendens.